# Arsk Darugha
 (février 2015).
Si vous disposez d'ouvrages ou d'articles de référence ou si vous connaissez des sites web de qualité traitant du thème abordé ici, merci de compléter l'article en donnant les références utiles à sa vérifiabilité et en les liant à la section « Notes et références ».
Arsk Darugha ou Arch Darugha (en tatar : Arça daruğası) est un darugha, subdivision du khanat de Kazan et de l'ouyèzde de Kazan au XVIIe et XVIIIe siècles.
La ville d'Arsk en était le centre, et le territoire couvrait les bassins des rivières Kazanka, Noqsa, Kinderle, Shapshe, Yamashirma, Norma, Kesmas, Qırlay, Kultas, Sarapul, Vyatka, Shushma, Sarda, etc.
La majorité des possessions du Prikaz du palais de Kazan, incluant les Tatares, des monastères et serviteurs, y étaient placés pendant cette période.